# Східний Машоналенд
Східний Машоналенд (англ. Mashonaland East Province) - провінція в Зімбабве. Адміністративний центр Східного Машоналенд - місто Марондера.

## Географія
Провінція Східний Машоналенд знаходиться в північно-східній частині Зімбабве. Площа провінції становить 32 230 км². Територія провінції в свою чергу оточує провінцію Хараре, де розташована столиця Зімбабве - місто Хараре. На північному сході Східного Машоналенду проходить державний кордон між Зімбабве і Мозамбіком.

## Населення
За даними на 2013 рік чисельність населення складає 1 222 797 осіб . Серед місцевих жителів переважна більшість відноситься до народності шона.
Динаміка чисельності населення провінції по роках:
| 1982   | 1992    | 2002    | 2013    |
| ------ | ------- | ------- | ------- |
| 663884 | 1033336 | 1125355 | 1222797 |

## Адміністративний поділ

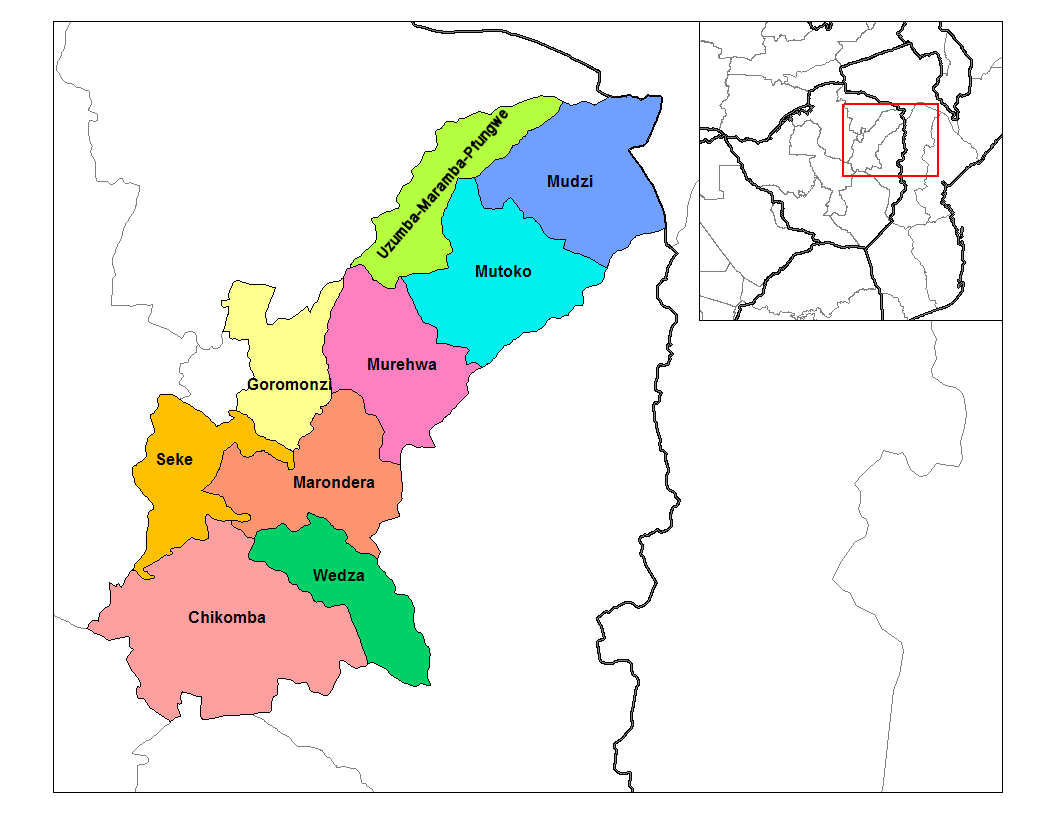
Райони провінції Східний Машоналенд

Провінція Східний Машоналенд підрозділяється на 9 районів:  Чікомба, Горомонза, Хредза, Марондера, Мудзі, Мурева, Мукото, Секе і Узумба-Марамба-Пфунгве.